# فيفيان سيلفاني توني
فيفيان سيلفاني توني مواليد 22 أغسطس 1989 في فلمبان، هي لاعبة كرة مضرب إندونيسية بدأت مسيرتها كمحترفة سنة 2004. أعلى تصنيف لها في الفردي كان المركز الـ 723 في سنة 2007. أعلى تصنيف لها في الزوجي كان المركز الـ 309 في سنة 2007.

## روابط خارجية
- فيفيان سيلفاني توني على موقع رابطة محترفات التنس (الإنجليزية)
- فيفيان سيلفاني توني على موقع الاتحاد الدولي لكرة المضرب (الإنجليزية)
- فيفيان سيلفاني توني على موقع كأس بيلي جين كينغ (الإنجليزية)
- فيفيان سيلفاني توني على موقع خلاصة التنس.كوم (الإنجليزية)